# Metocarbamolo
Il metocarbamolo, venduto in Italia come farmaco - in associazione al paracetamolo - sotto il marchio Distem, è un composto chimico di formula C11H15NO5 che in condizioni normali si presenta come un solido cristallino di colore bianco.
Viene utilizzato per il trattamento del dolore muscoloscheletrico di breve durata.

## Storia
Venne scoperto agli inizi degli anni '50 e ottenne l'autorizzazione dall'FDA nel 1957. Nel 1958 O'Doherty e Shields ne riportarono l'efficacia nel trattamento degli spasmi muscolari in pazienti affetti da lesioni alla colonna vertebrale (es. ernie del disco).
Nello stesso periodo, Forsyth ne dimostrò l'efficacia in uno studio di una serie di casi di pazienti affetti da problemi ortopedici, inclusi spasmi muscolari acuti post-operatori ed ernie del disco. Lo studio evidenzia come 94 pazienti riportarono di provare un sollievo "moderato" o "pronunciato" da dolore e spasmi, non si osservarono effetti collaterali significativi e solo 9 pazienti riferirono di effetti collaterali "minori", tra cui vertigini e nausea.
Nonostante l'uso comune del farmaco, soprattutto negli Stati Uniti, esistono pochi studi e nessuna meta analisi che metta a confronto il metocarbamolo con placebo o altri farmaci per il trattamento degli spasmi muscolari.
Nel 2017 è stato il 178° farmaco più comunemente prescritto negli Stati Uniti, con oltre tre milioni di prescrizioni.

## Caratteristiche strutturali e fisiche
Dal punto di vista strutturale, la molecola è classificata come etere del glicerolo guaicolato e presenta:
- 2 donatori di legami a idrogeno
- 5 accettori di legami a idrogeno
- 17 atomi pesanti
- 7 legami rotabili
- 2 elementi stereogenici

Il principale elemento stereogenico è rappresentato dal carbonio a cui si legano il gruppo carbamminico, il gruppo metossilico e il gruppo ossidrilico.
La superficie polare del composto è pari a 91 Å² e la massa monoisotopica è di 241,09502258 Da.
La sezione d'urto del composto è pari a:
- 146,08 Å² [M+H-H2O]+
- 154,12 Å² [M+K]+
- 151,14 Å² [M+Na]+

## Reattività e caratteristiche chimiche
La molecola risulta poco solubile in acqua e cloroformio, solubile in alcool e glicole propilenico, insolubile in benzene e n-esano.
Per il composto sono disponibili diversi spettri analitici:
- spettro 1H NMR[13]
- spettro 13C NMR[14]
- spettro GC-MS[15]
- spettro MS-MS[16]
- spettro LC-MS[17]
- spettro UV[10]
- spettro FTIR[18]
- spettro ATR-IR[19]
- spettro Raman[20]

## Farmacologia e tossicologia
Il metocarbamolo viene classificato come miorilassante "centrale" e commercializzato in Italia sotto forma di compresse con prescrizione medica, mentre negli Stati Uniti è disponibile anche in soluzioni per iniezioni intramuscolari e intravenose.
Negli Stati Uniti il suo utilizzo è indicato in associazione a riposo e fisioterapia.

### Farmacocinetica
La clereance plasmatica del composto varia tra i 0,20 e i 0,80 L/h/kg. La concentrazione plasmatica massima è pari a 21,3 mg/L in pazienti sani e 28,7 mg/L nei pazienti sottoposti a emodialisi.
L'emivita media plasmatica varia tra 1 e 2 ore, mentre il legame con le proteine plasmatiche si aggira intorno al 46% - 50%.
L'area sotto la curva è pari a 2.5 mg/L\*hr.
Il composto è metabolizzato nel fegato attraverso la demetilazione a 3-(2-idrossifenossi)-1,2-propanediol-1-carbammato o idrossilazione a 3-(4-idrossi-2-metossifenossi)-1,2-propanediol-1-carbammato.
Il metocarbamolo e i suoi metaboliti vengono coniugati attraverso glucuronidazione o solfatazione.
Nell'essere umano il metocarbamolo viene eliminato principalmente attraverso le urine. Nei cani viene eliminato nelle urine (88.85%) e nelle feci (2.14%), così come nei topi (84.5-92.5% urine, 0-13.3% feci).

### Farmacodinamica
Il meccanismo d'azione della molecola risulta tuttora sconosciuto.

### Effetti del composto e usi clinici
I suoi effetti principali sono:
- blocco dei riflessi spinali polisinaptici
- riduzione della trasmissione nervosa lungo i pathways polisinaptici spinali e subspinali
- prolungamento del periodo refrattario

Non si osservano effetti anestetici a seguito d'iniezione.
Generalmente utilizzato in associazione ad antidolorifici per il trattamento di:
- artrite
- dolori muscolari
- spasmi muscolari

Negli Stati Uniti, il composto è utilizzato anche in ambito veterinario - nello specifico può essere somministrato a cani, gatti e cavalli - per trattare:
- spasmi muscolari
- tetano
- avvelenamento da metaldeide (esche per lumache)
- avvelenamento da stricnina
- avvelenamento da permetrina nei gatti

### Controindicazioni ed effetti collaterali
Il farmaco è controindicato in pazienti con insufficienza renale.
Gli effetti collaterali severi includono:
- convulsioni
- leucopenia
- ittero colestatico

Gli effetti collaterali comuni includono:
- sonnolenza
- vertigini
- mal di testa
- confusione
- amnesia
- sincope
- diplopia
- dispepsia
- nausea
- emesi